# Sajanogorsk
Sajanogorsk (ros. Саяногорск) – miasto w Federacji Rosyjskiej w Republice Chakasji. Miasto leży na terenie rejonu biejskiego, lecz nie wchodzi w jego skład i administracyjnie stanowi miasto wydzielone. Położone jest na lewym brzegu Jeniseju. Założone w 1975 roku na miejscu istniejącej od 1830 roku wsi Oznaczennoje (Означенное) w związku z budową Sajańsko-Szuszeńskiej Elektrowni Wodnej. Miasto narażone jest na zanieczyszczenia w związku z produkcją aluminium.

## Przemysł
- Sajańsko-Szuszeńska Elektrownia Wodna
- Sajańska Fabryka Aluminium
- Chakaska Fabryka Aluminium (od 2006)

## Nauka i oświata
W mieście znajduje się filia Chakaskiego Uniwersytetu Państwowego.